# Feminismos indígenas
Los feminismos indígenas son un movimiento político y social que busca la liberación de las mujeres indígenas, desafiando las estructuras de poder colonial, capitalista y patriarcal que las oprimen. Este movimiento reconoce la diversidad de las mujeres indígenas y sus cosmovisiones, promoviendo una perspectiva interseccional que vincula la opresión de género con otras formas de discriminación. A pesar de que se utiliza este término para describir esta lucha, no todas las mujeres indígenas lo utilizan para describir su lucha.
Se fundamentan en cosmovisiones ancestrales que vinculan a las mujeres con la naturaleza y la espiritualidad, y que promueven prácticas de cuidado y respeto hacia el entorno. Este movimiento lucha por la autonomía de las mujeres indígenas, defendiendo sus derechos colectivos a la tierra, los territorios y los recursos naturales, y construyendo alternativas de vida basadas en la solidaridad, la cooperación y el buen vivir.

## Propuestas

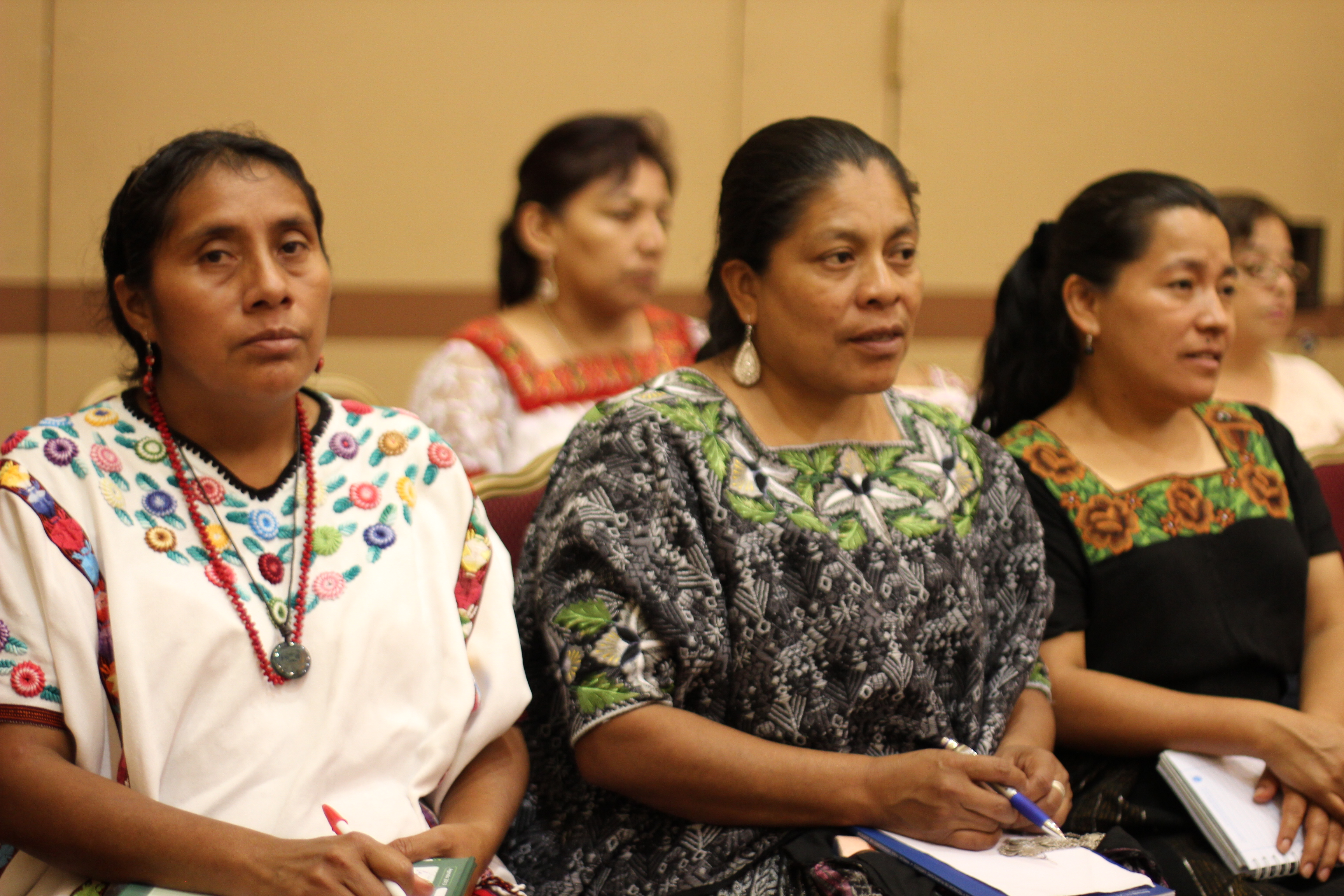
El 20 de agosto de 2013, tuvo lugar un Conversatorio sobre Derechos de las Mujeres Indígenas en el Sistema Interamericano de Derechos Humanos, en Ciudad de Guatemala

Propone una transformación radical de las sociedades, poniendo en el centro el bienestar de las personas y la armonía con la naturaleza. Conceptos como el buen vivir ofrecen una alternativa al desarrollo neoliberal, priorizando las relaciones comunitarias y el respeto a la Pachamama.
Las mujeres indígenas promueven economías comunitarias basadas en la solidaridad y la cooperación, y rescatan conocimientos ancestrales para construir futuros más sostenibles. Estos principios desafían los sistemas de poder coloniales y patriarcales, buscando sociedades más justas y equitativas. Al defender la autodeterminación de los pueblos indígenas, las mujeres indígenas reclaman el derecho a decidir sobre sus propios destinos y a gestionar sus territorios. Su lucha se une a la de la justicia ambiental, defendiendo los derechos de la naturaleza y combatiendo la contaminación.
El feminismo comunitario fortalece los lazos sociales y empodera a las mujeres indígenas, quienes han sido históricamente marginadas. Estas propuestas se basan en principios como el respeto a la Pachamama, la solidaridad, la valorización de los conocimientos ancestrales y la búsqueda de una justicia social que reconozca la diversidad y los derechos de todos los seres vivos.

## Feminismos indígenas y el neoliberalismo

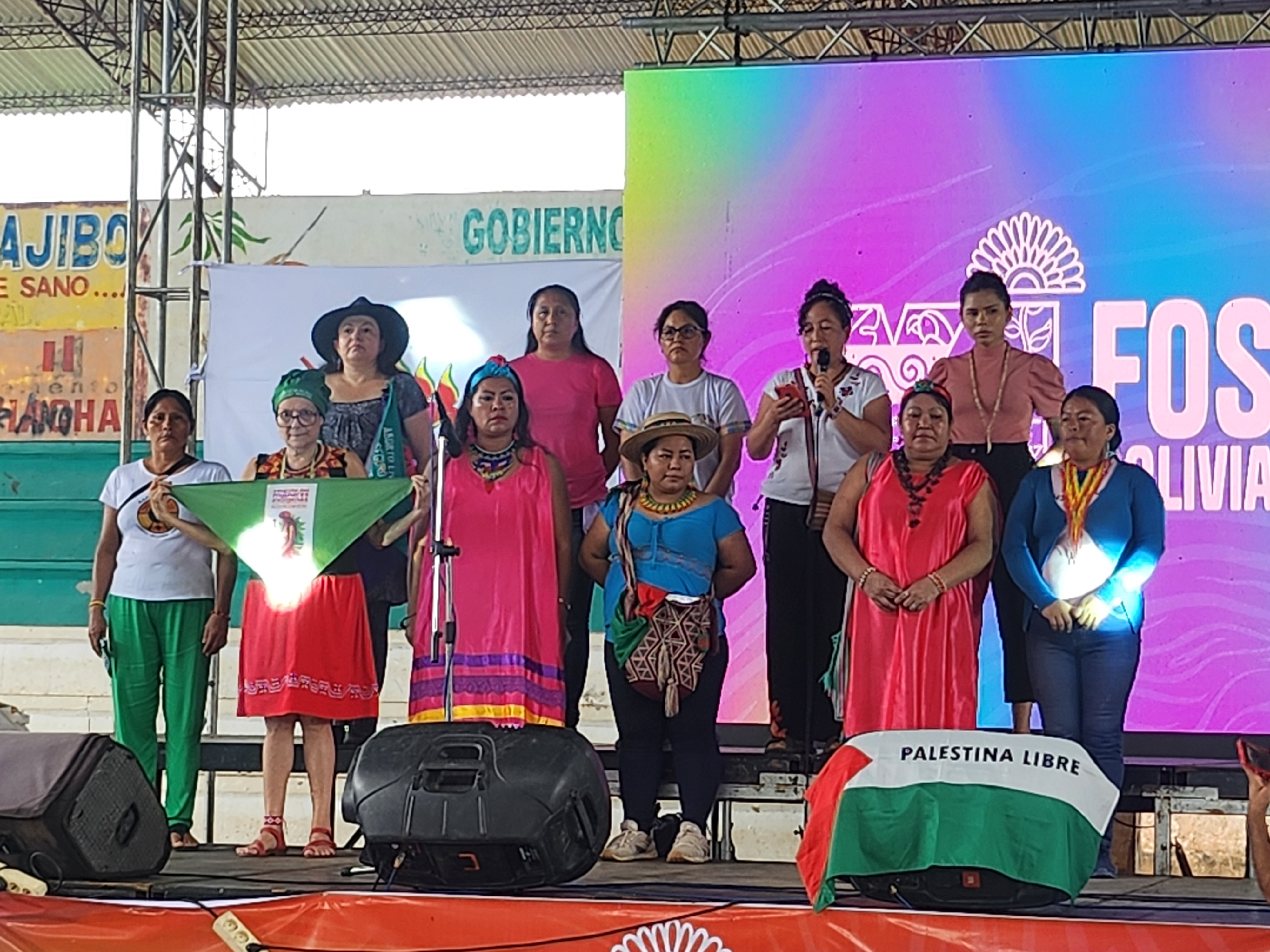
Mujeres indígenas defensoras del medio ambiente leen su documento de conclusiones en el coliseo de Rurrenabaque, durante el 11º Foro Social Panamazónico (FOSPA) en 2024.

Se oponen al neoliberalismo, principalmente por la destrucción de los recursos naturales, ya que las comunidades indígenas tienen una profunda conexión espiritual y material con la tierra. La explotación de recursos naturales, promovida por el neoliberalismo, amenaza su sustento y su forma de vida.
En el mismo sentido, la contaminación y el cambio climático provocado por la dinámica de nuestra sociedad actual, abonan a la destrucción que sufren las mujeres indígenas en sus comunidades en todo el mundo, pues las actividades extractivas e industriales asociadas a la vida cotidiana, generan contaminación, dañando los ecosistemas y acelerado el cambio climático, lo que tiene un impacto desproporcionado en las comunidades indígenas, que son las primeras en sufrir las consecuencias.

## Exponentes

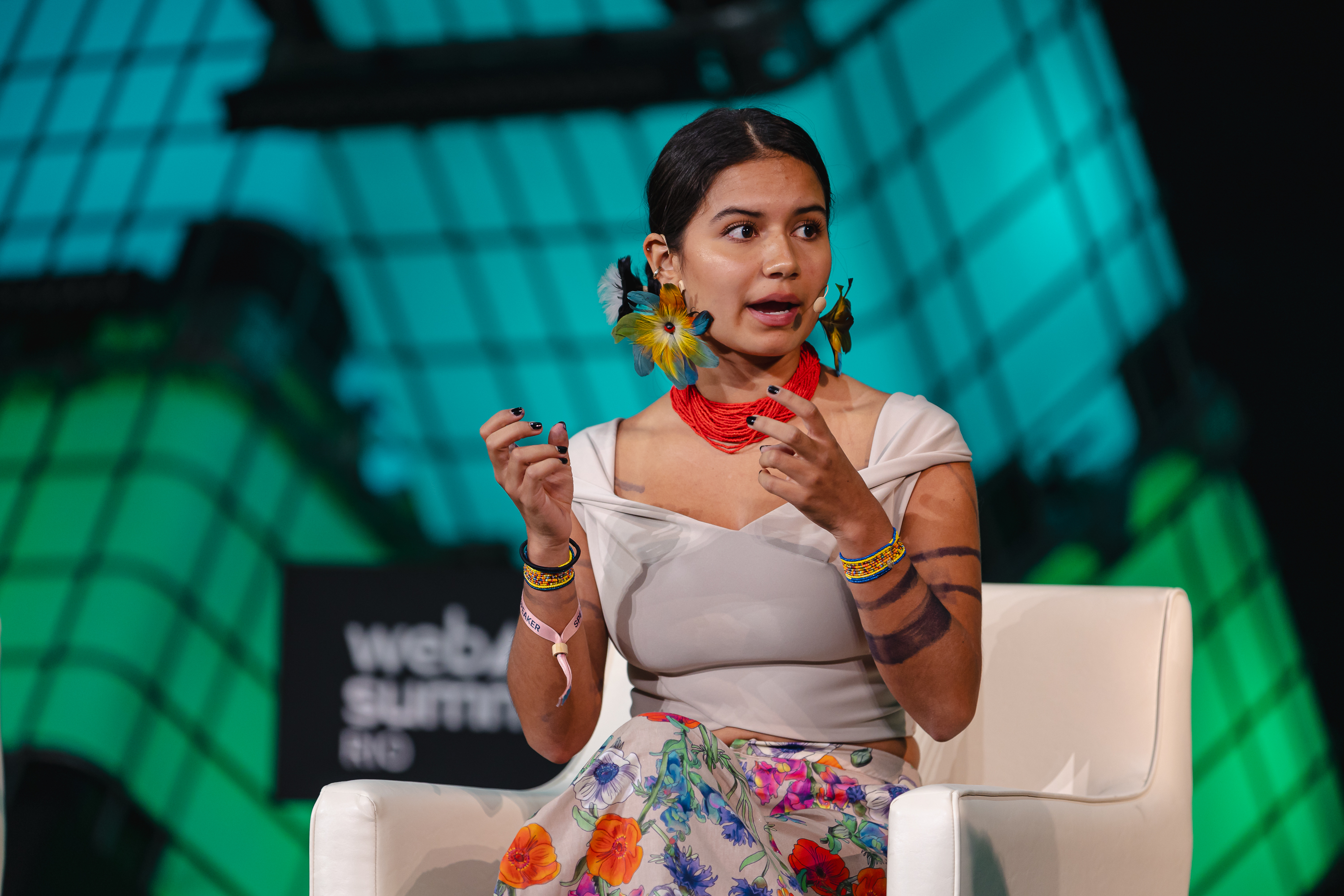
Helena Gualinga, Indigenous Youth Collective of Amazon Defenders; Center Stage; Riocentro; Web Summit Rio 2024

- Lorena Cabnal
- Guadalupe Vázquez Luna
- Celia Amorós
- Maria Luisa Fermenías
- Alicia Puleo
- Gladys Tzul Tzul
- Tarcila Rivera
- Samantha Siagama
- Jakeline Romero
- Noelia Naporichi
- María Lorena Ramírez
- Yásnaya Elena Aguilar Gil
- Bertha Zúñiga Caceres
- Helena Gualinga
- Maria do Socorro Silva